# Reino da Armênia (Idade Média)
Reino da Armênia (português brasileiro) ou Arménia (português europeu), também chamado Armênia (português brasileiro) ou Armênia (português europeu) Bagratuni / Bagrátida (em armênio/arménio: Բագրատունյաց Հայաստան; romaniz.: Bagratunyats Hayastan) ou Reino dos Bagratunis (em armênio/arménio: Բագրատունիների թագավորություն; romaniz.: Bagratunineri t’agavorut’yun), foi um Estado armênio independente estabelecido por Asócio I em 885 após quase dois séculos de dominação estrangeira pelo Califado Omíada (661–750) e o Califado Abássida (750–1258) árabes. Com o Califado Abássida e o Império Bizantino lidando com outros assuntos e as tradicionais famílias nobres armênias (nacarares) tendo dissipado, Asócio usou o vácuo para conduzir o movimento de expulsão dos árabes da região.
O prestígio de Asócio cresceu entre os bizantinos e os líderes árabes, que desejavam manter um Estado tampão perto de suas fronteiras. O califado reconheceu-o como "príncipe de príncipes" em 862 e, em seguida, rei (em 884 ou 885). A criação do reino levou à fundação de vários outros Estados armênios: Taraunitis, Vaspuracânia, Carse, Artsaque e Siunique. Sob o rei Asócio III (r. 953–77), Ani tornou-se capital do reino e prosperou como centro econômico e cultural.
Na primeira metade do século XI, o reino declinou e então colapsou. O imperador bizantino Basílio II (r. 976–1025) obteve uma série de vitórias e anexou partes do sudoeste da Armênia; João-Simbácio III (r. 1020–1040) foi forçado a ceder seus domínios e, em 1022, prometeu "testamentar" o reino aos bizantinos ao morrer. No entanto, ao morrer em 1041, seu sucessor Cacício II (r. 1041–1045) recusou-se a entregar Ani e resistiu até 1045, quando seu reino, atormentado por ameaças internas e externas, foi finalmente tomado pelas forças bizantinas.